# Carl B. Stokes Federal Courthouse
Le Carl B. Stokes Federal Court-house appelée aussi Federal Courthouse Tower est un gratte-ciel de 131 mètres de hauteur construit à Cleveland dans l'Ohio aux États-Unis de 1999 à 2002. Il abrite un palais de justice et des bureaux.
Fin 2013 c'était le septième plus haut immeuble de Cleveland.
Les architectes sont les agences Kallmann McKinnell & Wood Architects, Inc., 3D/International, Karlsberger Company et Ralph Tyler Compagnies.
L'immeuble fut le premier projet important de la ville à utiliser le système métrique lors de la phase de construction.
Le bâtiment pèse 55 000 tonnes et repose sur un tablier de béton épais d'environ 2 mètres qui a nécessité l'approvisionnement de 1 000 camions de ciment.